# Ermessinde de Castelbon
 (février 2020).
Si vous disposez d'ouvrages ou d'articles de référence ou si vous connaissez des sites web de qualité traitant du thème abordé ici, merci de compléter l'article en donnant les références utiles à sa vérifiabilité et en les liant à la section « Notes et références ».
Ermessinde de Castelbon (en catalan Ermesenda de Castellbò i Caboet) est la fille unique et l'héritière d'Arnaud Ier de Castelbon et d'Arnaude de Caboet. 
Elle épouse en 1203 Roger-Bernard II de Foix malgré l'opposition de l'évêque et du comte d'Urgell, Armengol VIII. Elle était soupçonnée, comme son père, de catharisme. Elle est de plein droit vicomtesse de Castelbon, et par mariage comtesse de Foix. 
Le couple a deux enfants :
- Esclarmonde de Foix ;
- Roger Ier de Castelbon et IV de Foix.

C'est par la lignée reliant Ermessinde de Castelbon à son arrière-arrière petit-fils Henri IV que la co-principauté d'Andorre passa des vicomtes de Castelbon aux rois de France puis aux présidents de la République française.
Elle meurt en 1229 ou 1237.

### Articles détaillés
- Liste des comtesses de Foix
- Liste des vicomtes de Castelbon